# L'Olimpiade (Cimarosa)
L'Olimpiade és una òpera en tres actes composta per Domenico Cimarosa. S'estrenà al Teatro Eretenio de Vicenza el 10 de juliol de 1784.